# Канарский институт астрофизики
Канарский институт астрофизики (исп. Instituto de Astrofísica de Canarias - IAC) — астрофизический исследовательский институт, расположенный на Канарских островах. Он был основан в 1975 году Университетом Ла-Лагуны.
На Канарских островах работает 2 астрономические обсерватории:
- Обсерватория Роке-де-лос-Мучачос на острове Пальма
- Обсерватория Тейде на острове Тенерифе.

## Состав Канарского института астрофизики

### Институт астрофизики
Институт астрофизики, административный и научный центр IAC, находится в городе Сан-Кристобаль-де-ла-Лагуна на острове Тенерифе.

### Обсерватория Роке-де-лос-Мучачос
Обсерватория Роке-де-лос-Мучачос располагается в муниципалитете Гарафия на острове Пальма на краю Табуриенте. Обсерватория находится на высоте 2 400 метров и была основана в 1985 году.

### Обсерватория Тейде
Обсерватория Тейде находится на острове Тенерифе на высоте 2 400 метров. Она основана в 1959 году Университетом Ла-Лагуны и стала одной из важнейших  международных обсерваторий, на которой установлены телескопы со стран со всего мира, так из-за отличных местных астроклиматических условий. Обсерватория Тейде считается одной из крупнейших обсерваторий мира.
Вместе обе обсерватории с Институтом Астрофизики образуют Северную Европейскую Обсерваторию.

## История
Обсерватория Тейде, основанная в 1959 году, заполучила первый телескоп в 1964 году, благодаря сотрудничеству с  Университетом Бордо. В 1975 году появился Канарский институт астрофизики на базе Института Астрофизики, части Университета Ла-Лагуны. В 1979 году Испания подписала 'Соглашение и протокол о сотрудничестве в области астрофизики' с Данией, Швецией и Великобританией, отправивших свои телескопы в обсерваторию.
В 1982 году IAC заручилась поддержкой государства, действуя под контролем правительства Канарских островов, Университета Ла-Лагуны и Высшего Центра научных исследований. Обсерватория Роке-де-лос-Мучачос обзавелась первыми установками и телескопами, постепенно пополняя их количество за счёт сотрудничавших Германией, Финляндией, Францией и Норвегией. Позднее к ним присоединились и другие страны. В 1985 году появились официальные факультеты в составе IAC.
В начале 1990-х годов поступил в распоряжение института первый разработанный и построенный в Испании телескоп IAC-80. В 2000 году был приобретён дополнительный участок земли в Брения-Баха (Пальма) для будущего Centro Común de Astrofísica en la Palma (CALP).
В 1994 году была создана компания Grantecan, S.A. для строительства Большого Канарского телескопа при поддержке правительств Канарских островов и Испании. Воздвижение телескопа началось в 1998 году на Пальме и официально телескоп был открыт 24 июля 2009 года. На 2009 год  Большой Канарский телескоп является самым крупным оптическим телескопом в мире по.

## Некоторые важные открытия Института
- Открыта первая чёрная дыра в нашей галактике (1992).
- Изучено реликтовое излучение (1994).
- Открыт "Тейде 1", первый коричневый карлик в Плеядах (1995).
- Обнаружение первой чёрной дыры в непосредственной близости к нашей галактике (2001).

## Небо Канарских островов
Канарские острова - отличное место для астрономических наблюдений из-за их климата и прозрачности неба. Из-за большой высоты (2400 м над уровнем моря) обсерватории расположены выше атмосферного слоя, для которого характерно интенсивное формирование облаков, что позволяет вести наблюдения практически чистого неба. В совмещении с ещё двумя факторами - низкой турбулентностью атмосферы и возможностью вести наблюдение круглый год - обеспечивается высокое качество работы Института.

### «Закон о небе»
Для поддержания хороших условий для наблюдения обсерваторий на Канарских островах в 1988 году был принят Закон о защите состояния неба для наблюдений IAC (Ley para la Protección de la Calidad Astronómica de los Observatorios del IAC).  Закон, действующий на островах Пальма и Тенерифе, определяет и пытается предотвратить четыре типа загрязнения неба: световое загрязнение, радио электрическое загрязнение, атмосферное загрязнение и загрязнение воздушным движением возле обсерватории. Чтобы уменьшить эти типы загрязнений неба, закон требует:
- Снижение освещения после полуночи.
- Радиостанции работали так, чтобы не мешать обсерваториям.
- Промышленные и подобные им предприятия не должны располагаться выше 1500 метров над уровнем моря.
- Регулировать авиалинии над Тенерифе и Пальмой.

## Почетный президент
В 2016 году английский ученый Стивен Хокинг был назначен почетным профессором Института астрофизики Канарских островов, являясь первым отличием этого типа, предоставленным этим центром.

## Международное сотрудничество

### Члены CCI
- Бельгия
- Дания
- Франция
- Германия
- Италия
- Норвегия
- Испания
- Швеция
- Великобритания

### Остальные участвующие страны
- Армения
- Финляндия
- Ирландия
- Нидерланды
- Польша
- Португалия
- Россия
- Тайвань
- Украина
- США